# Asthenopus
Asthenopus is een geslacht van haften (Ephemeroptera) uit de familie Polymitarcyidae.

## Soorten
Het geslacht Asthenopus omvat de volgende soorten:
- Asthenopus angelae
- Asthenopus crenulatus
- Asthenopus curtus
- Asthenopus gilliesi
- Asthenopus picteti